# Ordaghān
Ordaghān (persiska: اردغان) är en ort i Iran.   Den ligger i provinsen Nordkhorasan, i den nordöstra delen av landet, 600 km öster om huvudstaden Teheran. Ordaghān ligger 1 689 meter över havet och antalet invånare är 637.
Terrängen runt Ordaghān är kuperad åt nordost, men åt sydväst är den bergig. Ordaghān ligger nere i en dal.Runt Ordaghān är det ganska glesbefolkat, med 30 invånare per kvadratkilometer. Närmaste större samhälle är Ḩeşār-e Pahlavānlū, 18,4 km nordost om Ordaghān. Trakten runt Ordaghān består i huvudsak av gräsmarker.